# Льюис, Джон Роберт
Джон Роберт Льюис (англ. John Robert Lewis; 21 февраля 1940 — 17 июля 2020) — американский политический и государственный деятель, член Палаты представителей США от Джорджии с 3 января 1987 года. В 1960-х был председателем Студенческого координационного комитета ненасильственных действий и одним из ключевых участников движения за гражданские права чернокожих.

## Детство и юность
Джон Льюис родился 21 февраля в Трое, штат Алабама, став третьим из десяти детей Вилли Мэй и Эдди Льюиса. Его родители были издольщиками в преимущественно аграрном округе Пайк. В детстве он практически не контактировал с белыми и до шести лет видел белых лишь два раза. Мальчиком, Джон любил произносить проповеди перед цыплятами на хозяйственном дворе, поскольку мечтал стать пастором. В 15 лет он выступил с первой проповедью в церкви. После поездки в одиннадцатилетнем возрасте вместе с дядей в Буффало, в котором, в отличие от его родного штата, не было сегрегации, юный Льюис осознал всю остроту царившего на юге социального неравенства. В 1955 году Льюис впервые услышал Мартина Лютера Кинга по радио, а когда спустя год начался бойкот автобусных линий в Монтгомери, Льюис внимательно следил за событиями. Впервые он встретился с Розой Паркс, когда ему было 17, а с Кингом в 18.

## Студенческий активизм и SNCC

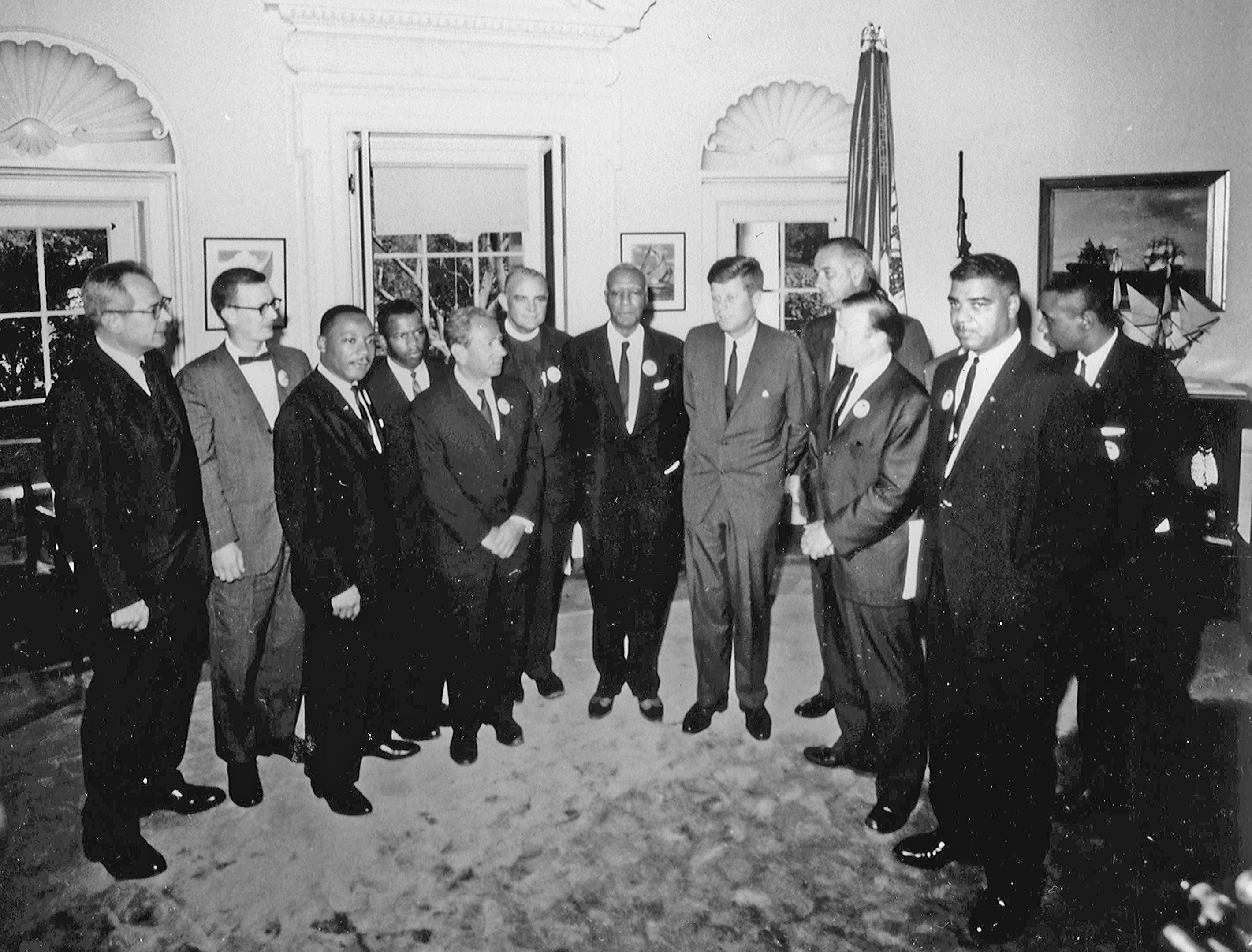
Лидеры «Марша на Вашингтон» на встрече в Кеннеди, Льюис четвёртый слева.

Льюис закончил баптистскую теологическую семинарию (American Baptist Theological Seminary) в Нашвилле, затем получил степень бакалавра в области религии и философии в университете Фиск. В период студенчества был активным участником движения за гражданские права, организовывал сидячие забастовки, оказав большое влияние на десегрегацию Нашвилла. Он также сыграл значительную роль в организации автобусных бойкотов и других ненасильственных акций протеста в борьбе за равноправие избирателей.
В 1961 стал одним из 13 основателей Freedom Riders.
Льюис был одним из основателей Студенческого координационного комитета по нененасильственной борьбе (Student Nonviolent Coordinating Committee). С 1963 по 1966 год он был его председателем.
В числе прочих он организовывал исторический Марш на Вашингтон за рабочие места и свободу в августе 1963 года. На нём Мартин Лютер Кинг произнёс свою знаменитую речь, получившую название «У меня есть мечта». Льюис также выступал на марше — и был последним из остававшихся в живых людей, которые обращались к аудитории во время этого митинга.

## Начало политической карьеры
В январе 1977 года действующий конгрессмен-демократ США Эндрю Янг из 5-го избирательного округа Джорджии подал в отставку, чтобы стать постоянным представителем США при ООН при президенте Джимми Картере. На внутрипартийный выборах в марте 1977 года член городского совета Атланты Виче Фоулер занял первое место, набрав 40 % голосов, не сумев достичь 50%-го порога, чтобы победить. Льюис занял второе место с 29 % голосов. На апрельских выборах Фоулер победил Льюиса (62 % — 38 %).
После этого занимал должность в администрации Картера, уйдя в отставку в 1980-м. В 1981 году Льюис баллотировался в городской совет Атланты. Он выиграл, набрав 69 % голосов, и занимал место в совете до 1986 года.

## Палата представителей
После 9 лет на посту конгрессмена от 5-го округа Фоулер успешно баллотировался в Сенат. За освободившееся место развернулась жёсткая борьба между Льюисом и Джулианом Бондом, которых до выборов связывала дружба, Льюис и его предвыборный штаб обвинили Бонда в употреблении кокаина. В этот раз Льюис сумел выдвинуться от демократов на месте в конгрессе и на ноябрьских выборах 1986 года выиграл у республиканского кандидата с большим перевесом (75 % — 25 %).
В дальнейшем, с 1988 по 2018, Льюис успешно переизбирался 16 раз, лишь один раз набрав менее 70 % голосов.
Статистика выборов в конгресс по пятому округу 1986—2018:
| Год  | Победитель | Набрано голосов | %   |
| ---- | ---------- | --------------- | --- |
| 1986 | Джон Льюис | 93 229          | 75  |
| 1988 | Джон Льюис | 135 194         | 78  |
| 1990 | Джон Льюис | 86 037          | 76  |
| 1992 | Джон Льюис | 147 445         | 72  |
| 1994 | Джон Льюис | 85 094          | 69  |
| 1996 | Джон Льюис | 136 555         | 100 |
| 1998 | Джон Льюис | 109 177         | 79  |
| 2000 | Джон Льюис | 137 333         | 77  |
| 2002 | Джон Льюис | 116 259         | 100 |
| 2004 | Джон Льюис | 201 773         | 100 |
| 2006 | Джон Льюис | 122 380         | 100 |
| 2008 | Джон Льюис | 231 368         | 100 |
| 2010 | Джон Льюис | 130 782         | 74  |
| 2012 | Джон Льюис | 234 330         | 84  |
| 2014 | Джон Льюис | 170 326         | 100 |
| 2016 | Джон Льюис | 253 781         | 84  |
| 2018 | Джон Льюис | 273 084         | 100 |

## Президентские выборы 2016 г.
Льюис поддержал Хиллари Клинтон на президентских праймериз Демократической партии 2016 года против Берни Сандерса. Что касается роли Сандерса в движении за гражданские права, Льюис заметил: «Честно говоря, я никогда его не видел, я никогда с ним не встречался. Я возглавлял Студенческий координационный комитет ненасильственных действий в течение трёх лет, с 1963 по 1966 год в «Поездках свободы», «Марше на Вашингтон», «Марше от Сельмы до Монтгомери… но я встретил Хиллари Клинтон». Бывший конгрессмен и губернатор Гавайев Нил Эберкромби написал письмо Льюису, в котором выразил разочарование комментариями Льюиса о Сандерсе. Позже Льюис разъяснил свое заявление, сказав: «В конце 1950-х и 1960-х, когда я был более занят, [Сандерса] там не было. Я не видел его поблизости. Я никогда не видел его на Юге. Но если он был там, если он был где-то замешан, я не знал об этом ... Тот факт, что я не встречал его в движении, не означает, что я сомневался в том, что сенатор Сандерс участвовал в движении за гражданские права, и я не пытался умалить его активность».
В интервью в январе 2016 года Льюис сравнил Дональда Трампа, тогдашнего республиканского лидера в борьбе за выдвижение в президенты, с бывшим губернатором Алабамы Джорджем Уоллесом: «Джордж Уоллес сказал и сделал. Я думаю, что демагоги на самом деле довольно опасны... Мы не должны разделять людей, мы не должны делить людей».
13 января 2017 года во время интервью Чаку Тодду из NBC для знакомства с прессой Льюис заявил: «Я не считаю избранного президента законным президентом». Он добавил: «Я думаю, что русские участвовали в избрании этого человека, и они помогли уничтожить кандидатуру Хиллари Клинтон. Я не планирую присутствовать на инаугурации. Я думаю, что это был заговор со стороны русских и других, которые помогли ему избраться. Это неправильно. Это несправедливо. Это не открытый, демократический процесс». Трамп ответил в Твиттере на следующий день, предлагая Льюису «потратить больше времени на ремонт и помощь своему округу, который находится в ужасном состоянии и разваливается (не говоря уже [...] о преступности), а не ложно жаловаться на результаты выборов» и обвиняя Льюиса в том, что он «все говорят, говорят, говорят — никаких действий и результатов. Грустно!». Заявление Трампа о округе Льюиса было оценено PolitiFact как «в основном ложное», и он подвергся критике за нападки на лидера гражданских прав, такого как Льюис, особенно на того, кто был жестоко избит за это дело, и особенно на «Королевские выходные» Мартина Лютера. Сенатор Джон Маккейн признал Льюиса «американским героем», но раскритиковал его, заявив: «Это не первый раз, когда конгрессмен Льюис занимает очень крайнюю позицию и без каких-либо доказательств осуждает за это нового президента Соединённых Штатов. Это пятно на репутации конгрессмена Льюиса — ни на чьей другой».
Несколько дней спустя Льюис сказал, что не будет присутствовать на инаугурации Трампа, потому что не верит, что Трамп был настоящим избранным президентом. «Это будет первая (инаугурация), которую я пропущу с тех пор, как я был в Конгрессе. Вы не можете быть дома с чем-то, что вы считаете неправильным, неверным», — сказал он. Льюис не смог присутствовать на инаугурации Джорджа Буша-младшего в 2001 году, потому что считал, что он тоже не был законно избранным президентом. Заявление Льюиса было оценено PolitiFact как «Штаны в огне».

## Президентские выборы 2020 г.
Льюис поддержал Джо Байдена на посту президента 7 апреля 2020 года, за день до того, как Байден фактически обеспечил выдвижение от Демократической партии. Он порекомендовал Байдену выбрать цветную женщину в качестве кандидата на пост помощника в предвыборной гонке.

## Личная жизнь и смерть
В 1968 году Льюис женился на Лиллиан Майлс, в 1976 году пара усыновила Джона-Майлса Льюиса. Лиллиан умерла в 2012 году.
Был членом студенческого братства Phi Beta Sigma.
17 июля 2020 года, после 6 месячной борьбы с раком поджелудочной железы, Льюис умер в Атланте. Дональд Трамп выразил соболезнования семье усопшего, к нему также присоединились бывшие президенты США: Барак Обама, Билл Клинтон и Джордж Буш.

## Упоминания в культуре
В фильме Сельма, вышедшем в 2014-м, молодого Льюиса сыграл Стефан Джеймс.
В 2020-м вышел документальный фильм «Джон Льюис: хороший смутьян» (John Lewis: Good Trouble).

## Награды
- Премия «Четыре свободы»[англ.] в категории «Свобода слова» от Института Рузвельта[англ.] (1999)[42].
- Медаль Валленберга[англ.] от Мичиганского университета (2000)[43][44].
- Премия «Черты мужества»[англ.] в категории «Жизненные достижения» от Президентской библиотеки-музея Джона Ф. Кеннеди (2001)[45].
- Медаль Спингарна от Национальной ассоциации содействия прогрессу цветного населения (2002)[46].
- Президентская медаль Свободы по решению президента США Барака Обамы (2010)[47] (вручена лично в 2011 году на церемонии в Белом доме)[48].
- Медаль У. Э. Б. Дюбуа от Института У. Э. Б. Дюбуа[англ.] при Гарвардском университете (2014)[49][50][51].
- Филадельфийская медаль Свободы от Национального центра конституции[англ.] (2016)[52].
- Премия Эли Визеля от Мемориального музея Холокоста (2016)[53].
- Премия «За свободу выражения» в категории «Жизненные достижения» от Музея журналистики и новостей (2017)[54][55].